# إدواردو مولر
إدواردو مولر (بالإيطالية: Edoardo Müller)‏ هو مدير موسيقي إيطالي، ولد في 16 يونيو 1938 في ترييستي في إيطاليا، وتوفي في 24 يونيو 2016 في ميلانو في إيطاليا.

## وصلات خارجية
- إدواردو مولر على موقع IMDb (الإنجليزية)
- إدواردو مولر على موقع ميوزك برينز (الإنجليزية)
- إدواردو مولر على موقع أول ميوزيك (الإنجليزية)
- إدواردو مولر على موقع ديسكوغز (الإنجليزية)